# لا تقل الاعتداء الجنسي على الأولاد
لا تقل الاعتداء الجنسي علي الأولاد، كتاب اصدر باللغة الفرنسية، هو كتاب واقعي من تأليف ميشال دوريس نشر الكتاب عام 1997 باللغة الفرنسية بواسطة VLB ثم نشر مرة أخرى من قبل تيبو اديتوير TYPO ÈDITEUR. ونشرت الترجمة الإنجليزية من قبل مطبعة جامعة ماكجيل كوين عام 2002، وكان ايزابيل دينهولم هو مترجمه. هو كتاب يحتوي على شهادات ثلاثين من الضحايا الذين تعرضوا للاعتداء الجنسي في من كندا
. وذكر مانون تو من لا نوفيل يونيون، إن النسخة الإنجليزية للكتاب كانت ناجحة للغاية في كلا من كندا والولايات المتحدة. وكان مترجم النسخة الإنجليزية، ضحية ممن تعرضوا للاعتداء الجنسي عندما كان طفلا، مما أدي للانتحار هذا الرجل في سن 29.